# Evert Collier

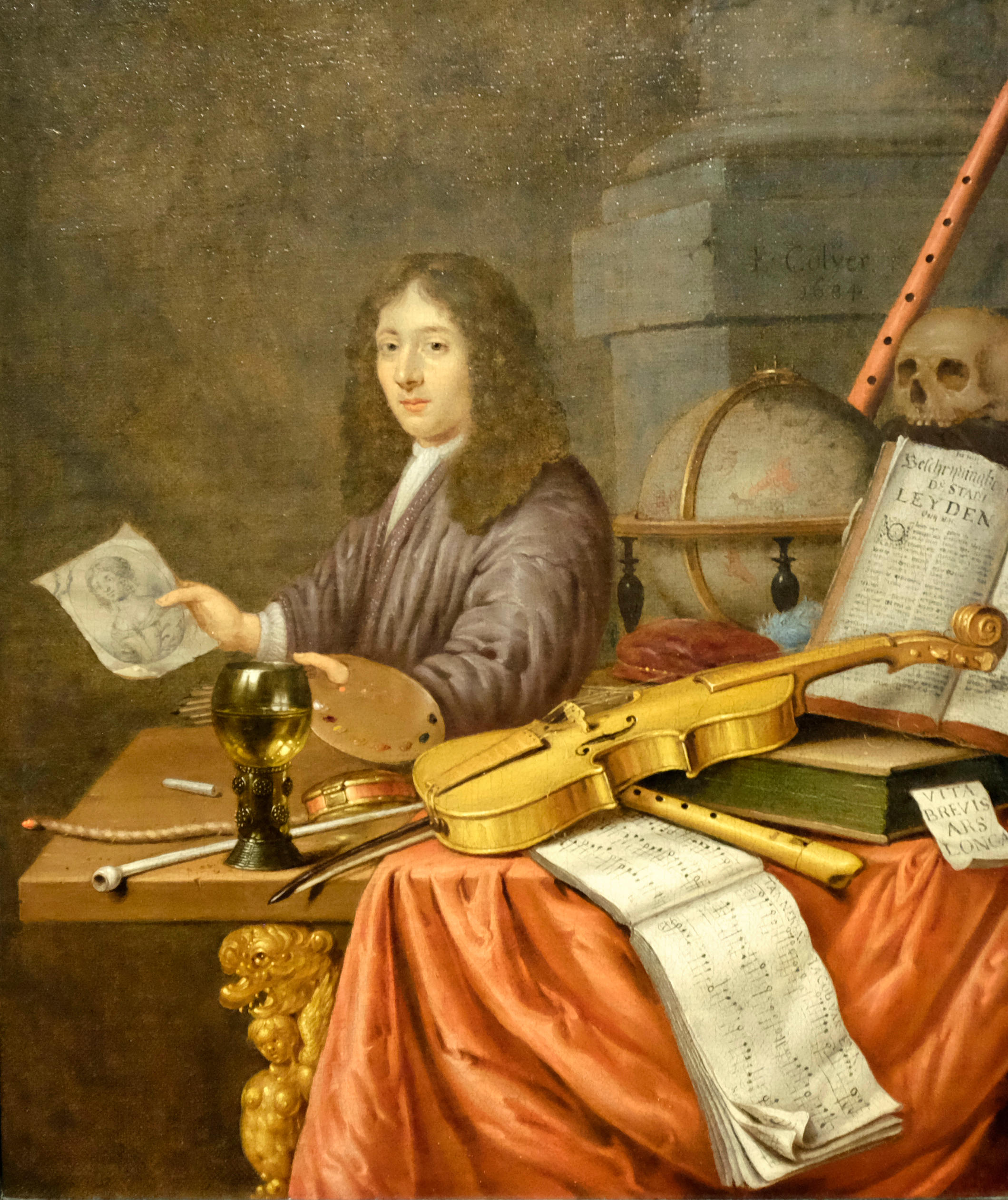
Evert Collier: Selbstporträt mit Vanitas-Stillleben, 1684 Honolulu Museum of Art

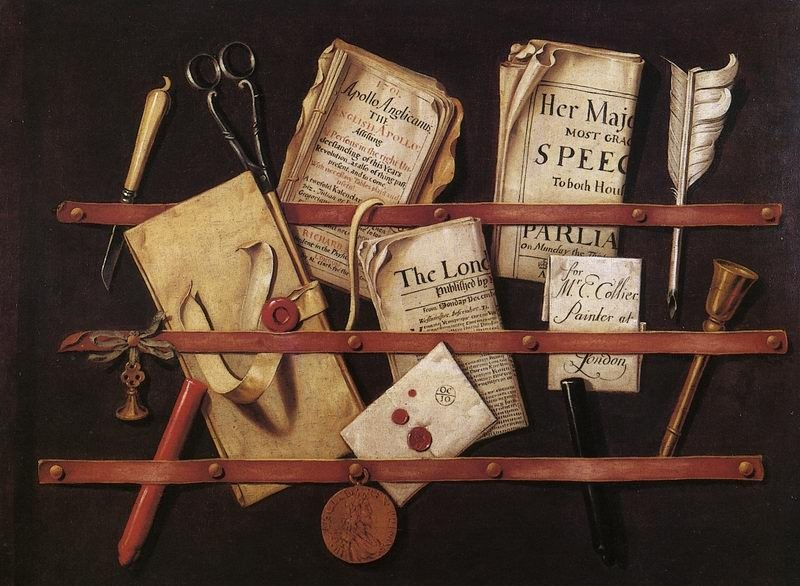
Edward Collier: Trompe-l’oeil-Malerei, London, Victoria and Albert Museum P.23-1951

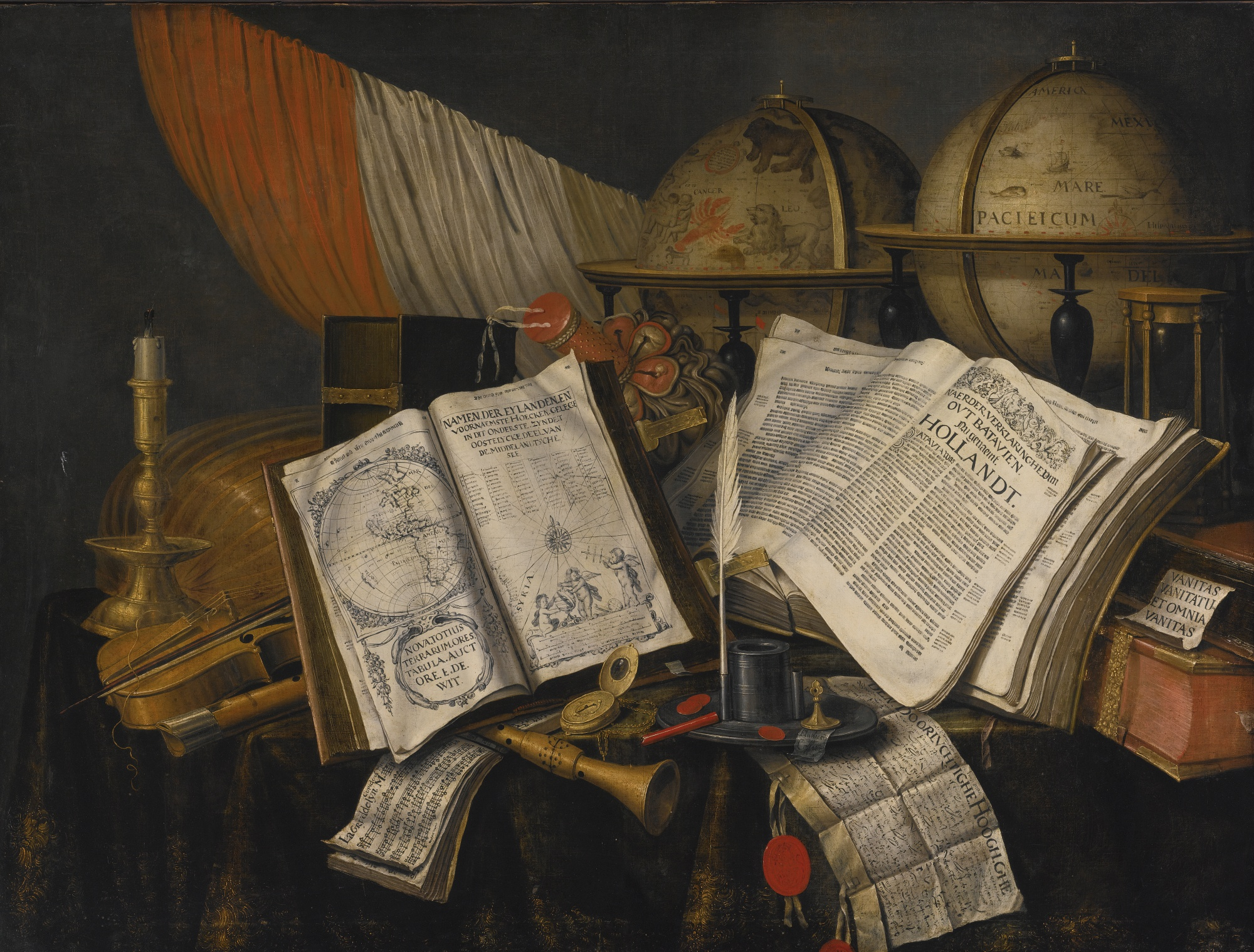
Edward Colliers: Vanitas, Leuchter, Musikinstrumente, Bücher, eine Schreibmappe, eine astrologische und eine Erdkugel, Privatsammlung, 1662

Evert Collier (* 26. Januar 1642 in Breda; † um den 8. September 1708 in London) war ein holländischer Stilllebenmaler des Goldenen Zeitalters. Bekannt wurde er durch die Vanitas-Stillleben und Trompe-l’œil-Gemälde. Sein Vorname wird manchmal „Edward“, „Edwaert“, „Eduwaert“ oder „Edwart“ geschrieben, sein Nachname manchmal „Colyer“ oder „Kollier“.

## Leben
Collier wurde in Noord-Brabant geboren und in Haarlem an die Malerei herangeführt, wo seine frühesten Gemälde den Einfluss von Vincent van Laurensz der Vinne und dessen Sohn zeigen, welche Mitglieder der dortigen Lukasgilde waren. Er wurde im Jahre 1664 ebenfalls in die Haarlemer Gilde aufgenommen. Es ist anzunehmen, dass Van der Vinne wahrscheinlich Colliers Lehrer war. Von 1667 an hielt sich Collier in Leiden auf, wo er 1673 Mitglied der Leidener Lukasgilde wurde. Er zog 1686 nach Amsterdam und im Jahre 1693 nach London. In Leiden hielt er sich wahrscheinlich in den Jahren 1702 bis 1706 auf, eine Annahme auf Grund der dort signierten und datierten Arbeiten. Danach war er wieder in London, wo er um den 8. September 1708 starb und bei St James’s Church, Piccadilly beigesetzt wurde. Das Denver Art Museum, das Honolulu Museum of Art, das Indianapolis Museum of Art, die National Portrait Gallery (Vereinigtes Königreich), das Rijksmuseum in Amsterdam und die Tate Gallery in London gehören zu den öffentlichen Sammlungen mit Gemälden von Collier.
Familie

Collier war in Leiden viermal verheiratet:
- 6. November 1670 mit Maria Franchoys, der Witwe des Joost van Tongeren
- 1. Mai 1674 mit Maria Pypen, der Witwe des Petrus Willems
- 29. Oktober 1677 mit Cornelia Tieleman
- 26. Oktober 1681 mit Anna du Bois, der Witwe des Willem van Bombergen

## Werke
- Trompe l’oeil von Zeitungen, Briefe und Schreibgeräte auf einem Holzbrett (ca. 1699), London, Victoria and Albert Museum P.23-1951, 58,8 × 46,2 cm
- Edward Collier (1683), Öl auf Leinwand, 44,4 × 52,8 cm
- Stillleben (1699), Öl auf Leinwand, 76,2 × 63,5 cm
- Stillleben: The Smell (1695), Öl auf Leinwand, 24⅝ × 20½ Zoll
- Stillleben mit einem Band von Wither's Emblembuch (1696), Öl auf Leinwand, 83,8 × 107,9 cm
- Vanitas
- Vanitas (1662), Öl auf Holz, 94 × 112,1 cm
- Vanitas Stillleben (1684), Öl auf Leinwand, 99 × 123 cm
- Selbstporträt mit Vanitas Stillleben (1684), Öl auf Leinwand, Honolulu Museum of Art